# كارينا لومبارد
كارينا لومبارد (Karina Lombard) من مواليد 21 يناير 1968. هي مغنية وممثلة فرنسية_أمريكية تعرف بتمثيلها في المسلسل الأمريكي ذا 4400.

## روابط خارجية
- كارينا لومبارد على موقع IMDb (الإنجليزية)
- كارينا لومبارد على موقع ألو سيني (الفرنسية)
- كارينا لومبارد على موقع أول موفي (الإنجليزية)
- كارينا لومبارد على موقع قاعدة بيانات الأفلام السويدية (السويدية)
- كارينا لومبارد على موقع إن إن دي بي (الإنجليزية)
- كارينا لومبارد على موقع قاعدة بيانات الفيلم (الإنجليزية)
- كارينا لومبارد على موقع كينوبويسك (الروسية)